# Проривач блокади

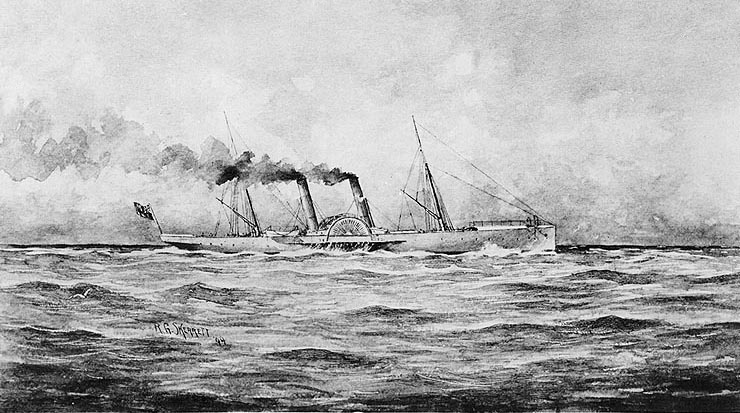
Проривач блокади SS Banshee, 1863

Проривач блокади  — торгове судно, допоміжне військове судно, рідше військовий корабель, що використовується для обходу морської блокади порту або протоки. Зазвичай воно легке і швидке, використовує прихованість і швидкість, а не протистоїть блокуючим силам, щоб прорвати блокаду. Блокадники зазвичай перевозять вантажі, наприклад доставляють їжу чи зброю в заблоковане місто. Вони також перевозили пошту, намагаючись забезпечити зв’язки заблокованих із зовнішнім світом.
Проривачі блокади часто були найшвидшими серед доступних суден, їх оснащували лише легким озброєнням та бронею. Їх операції були досить ризиковані, оскільки блокуючі флоти без вагань відкривали по ним вогонь. Проте потенційний  зиск (економічний чи військовий) від успішного проходження блокади величезний, тому проривачі блокади зазвичай забезпечувалися кращими екіпажами. Незважаючи на те, що вони діють  подібно до контрабандистів, блокадники часто керуються військово-морськими силами штатів як частина регулярного флоту, і штати, які їх експлуатували, включають Конфедеративні Штати Америки під час громадянської війни в США та Німеччину під час світових воєн.